# أبجدية عربية
الأَبْجَدِيَّة العَرَبِيَّة هي الأبجدية التي تستخدم الحروف العربية في الكتابة،  وتوصف بأنها أكمل نظم الكتابة،  فقد شملت معظم الأصوات التي يمكن أن ينطقها الإنسان؛ اشتقت منها الكثير من الأبجديات، وظلت الأبجدية الأكثر استخدامًا لقرون كثيرة من الزمان، وتعد حاليًا أكثر نظام كتابة استخدامًا بعد الألفبائية اللاتينية. تعتمد الكثير من اللغات على الأبجدية العربية في الكتابة، مثل: اللغة السندية، اللغة الأردية، واللغة العثمانية،  واللغة الكردية، واللغة الملايوية.
كان أشهر استخدام للحروف العربية في التدوين هو تدوين القرآن الكريم،  ثم انتشرت الأبجدية العربية في الكثير من الأمصار، وذلك بانتشار الفتوحات الإسلامية، واتساع الدولة الإسلامية،  واختلاط العرب الفاتحين بالشعوب التي كانت تحت سيطرة الفرس والبيزنطيين والأحباش، ودخول كثير من هؤلاء في الإسلام،  واضطرارهم إلى تعلم ما استطاعوا من الْعرَبية،  وانتشرت العربية لغة أساسية بين هذه الشعوب،  وأصبحت لغةً لجميع المسلمين، بعد أن كانت لغة خاصة بالعرب؛ واستخدمت الأبجدية العربية في كتابة العديد من اللغات، من عائلات لغوية كثيرة.
تكتب الحروف العربية من اليمين إلى اليسار،  بنمط يعتمد على وصل حروف الكلمة الواحدة ببعضها، وتشمل هذه الحروف الهجائية 28 حرفًا أساسيًا،  والبعض يعتبرها 29 حرفًا باعتبار الهمزة حرفًا منفصلًا.
تتصف الكتابة العربية بكونها متصلة، مما يجعلها قابلة لاكتساب أشكال هندسية مختلفة من خلال المد والرجع والاستدارة والتزوية والتشابك والتداخل والتركيب. وتمتلك الأبجدية العربية الكثير من الخطوط ومن أشهرها: خط النسخ وخط الرقعة وخطُّ الثُلث وغيرها الكثير من الخطوط.

## التاريخ
يشير الباحثون المعاصرون إلى أنَّ الأبجدية العربيَّة نشأت وتطوَّرت من الأبجدية الآراميَّة،  وأنَّها انتقلت إلى شبه الجزيرة العربيَّة عبر اللغة النبطيَّة في جنوب الشام. حيث يمكن إرجاع أصل الأبجدية العربية إلى الأبجدية النبطية التي كُتِبَت بها الآرامية النبطية والعربية النبطية. وأول نص معروفٍ بالأبجدية العربية هو نقشٌ من القرن الرابع الميلادي موجود عند جبل رم (شرق مدينة العقبة بخمسين كم)، ولكن أول نصٍ مؤرخ بالأبجدية العربية هو نقشٌ بثلاثة لغاتٍ في الزبداني في سوريا عام 512 ميلادية.

### رأي المؤرخين العرب القدامى
هنالك العديد من الآراء حول نشأة الكتابة العربية، روى مكحول الهذلي: «أنَّ أوَّل من وضعوا الخط والكتابة هم نفيس ونضر وتيماء ودومة من أولاد إسماعيل بن إبراهيم، وأنهم وضعوها متصلة الحروف بعضها ببعض حتى الألف والراء، ففرقها هميسع وقيدار وهما من أولاد إسماعيل». وقال برهان الدين الحلبي في كتابه السيرة الحلبية: «أن أول من كتب بالعربية من ولد إسماعيل هو نزار بن معد بن عدنان». وقال أبو الحسن علي بن الحسين بن علي المسعودي: «أن أول من وضع الكتابة هم بنو المحصن بن جندل بن يعصب بن مدين، وكانوا قد نزلوا عند عدنان بن أد بن أدد وأسمائهم أبجد وهوز وحطى وكلمن وسعفص وقرشت، فلما وجدوا حروفًا ليست في أسمائهم الحقوا بها وسموها الروادف وهي الثاء والخاء والذال والضاد والظاء والغين، والتي مجموعها (ثخذ ضظغ)، فتمت بذلك حروف الهجاء. وقيل بل هم ملوك مدين وأن رئيسهم كلمن، وأنهم هلكوا يوم الظلة، وأنهم قوم نبي الله شعيب».

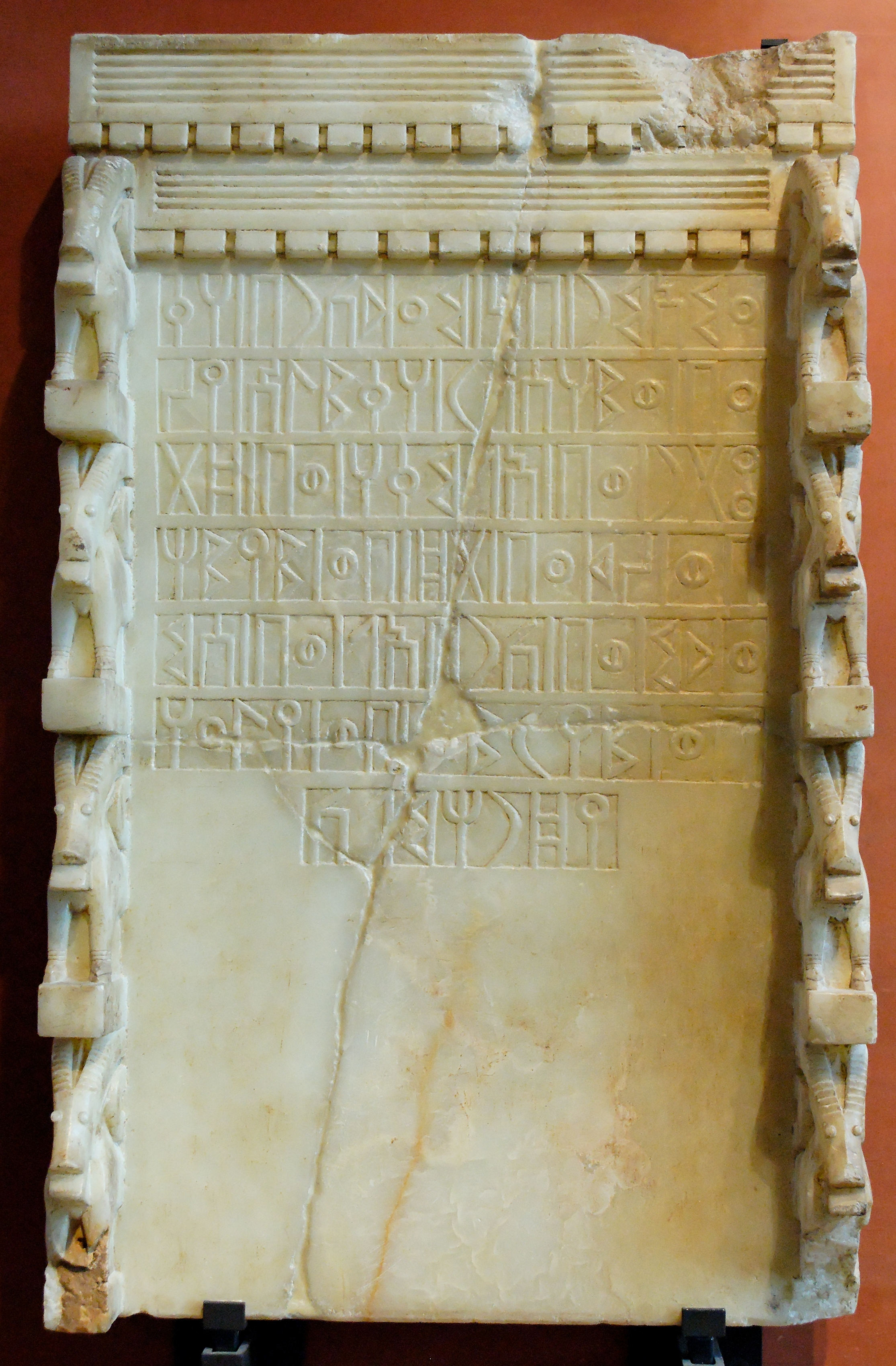
خط المسند كما هو واضح من أحد النقوش السبئية.

وتُشير الروايات المتواترة إلى أن الكتابة العربية اشتقت من الخط الحميري (المسند)،  الذي انتقل إلى العراق في عهد المناذرة، حيث تعلمه أهل الحيرة،  ثم تعلمه أهل الأنبار،  ثم انتقل إلى الحجاز، عن طريق القوافل التجارية والأدبية؛ وقد أخرج الحافظ أبو طاهر السلفي في الطيوريات بسنده عن الشعبي ما يؤيد ذلك فقال: «أول العرب الذي كتب بالعربية حرب بن أمية، تعلم من أهل الحيرة، وتعلم أهل الحيرة من أهل الأنبار». وقال أبو بكر بن أبي داود في كتاب المصاحف: «حدثنا عبد الله بن محمد الزهري حدثنا سفيان عن مجالد عن الشعبي قال: سَألْنَا المهاجرين من أين تعلمتم الكتابة قالوا: تعلمنا من أهل الحيرة سألنا أهل الحيرة: من أين تعلمتم الكتابة قالوا: من أهل الأنبار». وقال تقي الدين المقريزي: «القلم المسند هو القلم الأول من أقلام حمير وملوك عاد». وجاء في ملحق الجزء الأول من تاريخ ابن خلدون للكاتب شكيب أرسلان: «يذهب علماء الإفرنج ومنهم المستشرق مورتينز الألماني إلى أن أصل الكتابة بالحروف الهيروغليفية كان في اليمن، وهو يعتقد أن اليمانيين هم الذين اخترعوا الكتابة وليس الفينيقيون هم الذين اخترعوها كما هو الرأي المشهور، وهو يستدل على رأيه هذا ويقول أن الفينيقيين إنما بنوا كتابتهم على الكتابة العربية اليمانية، ثم إن اليونانيين أخذوا الكتابة عن الفينيقيين، وعنهم أخذ الرومانيون، فيكون العرب هم الذين أوجدوا الكتابة في هذا العالم، وبهذا الاعتبار هم الذين أوجدوا المدنية». وقال ابن خلدون في مقدمته في فصل أن الخط والكتابة من عداد الصنائع الإنسانية: «ولقد كان الخط العربي بالغًا ما بلغه من الأحكام والاتقان والجودة في دولة التبابعة، لما بلغت من الحضارة والترفه، وهو المسمى بالخط الحميري، وانتقل منها إلى الحيرة، لما كان بها من دولة آل المنذر نسباء التبابعة في العصبية والمجددين لملك العرب بأرض العراق، ولم يكن الخط عندهم من الإجادة كما كان عند التتابعة، لقصور ما بين الدولتين، وكانت الحضارة وتوابعها من الصنائع وغيرها قاصرة عن ذلك. ومن الحيرة لقنه أهل الطائف وقريش فيما ذكر، يقال أن الذي تعلم الكتابة من الحيرة هو سفيان بن أمية، ويقال حرب بن أمية، وأخذها من أسلم بن سدرة وهو قول ممكن. وأقرب ممن ذهب إلى أنهم تعلموها من إياد أهل العراق قول شاعرهم: قوم لهم ساحة العراق إذا … ساروا جميعا والخط والقلم. وهو قول بعيد لأن إيادًا وإن نزلوا ساحة العراق فلم يزالوا عل شأنهم من البداوة، والخط من الصنائع الحضرية. فالقول أن بأن أهل الحجاز إنما لقنوها من الحيرة، ولقنها أهل الحيرة من التبابعة وحمير هو الأليق من الأقوال، وكان لحمير كتابة تسمى المسند حروفها منفصلة، وكانوا يمنعون من تعلمها إلا باذنهم، ومن حمير تعلمت مصر الكتابة العربية، إلا أنهم لم يكونوا مجيدين لها شأن الصنائع إذا وقعت بالبدو، فلا تكون محكمة المذهب ولا مائلة إلى الإتقان. كانت كتابة العرب بدوية مثل أو قريبًا من كتابتهم لهذا العهد، أو نقول إن كتابتهم لهذا العهد أحسن صناعة، لأن هؤلاء أقرب إلى الحضارة ومخالطة الأمصار والدول، وأما مضر فكانوا أعرق في البدو وأبعد عن الحضر من أهل اليمن وأهل العراق وأهل الشام ومصر، فكان الخط العربي لأول الإسلام غير بالغ إلى الغاية من الإحكام والاتقان والاجادة، ولا إلى التوسط لمكان العرب من البداوة والتوحش وبعدهم عن الصنائع».
| الحرف  | الحرف | الاسم باليونيكود | النَّسخ     | IPA  | الشَّكل | الحرف المقابل في | الحرف المقابل في | الحرف المقابل في | الحرف المقابل في | الحرف المقابل في |
| الصورة | الخط  | الاسم باليونيكود | النَّسخ     | IPA  | الشَّكل | الفينيقية        | الجعزية          | العبرية          | العربيّة          |                  |
| ------ | ----- | ---------------- | --------- | ---- | ----- | ---------------- | ---------------- | ---------------- | ---------------- | ---------------- |
|        | 𐩠     | he               | h         | /h/  | Y     | 𐤇                | ሀ                | ה                | ه                |                  |
|        | 𐩡     | lamedh           | l         | /l/  | عمودي | 𐤋                | ለ                | ל                | ل                |                  |
|        | 𐩢     | heth             | ḥ         | /ħ/  | Y     | 𐤇                | ሐ                | ח                | ح                |                  |
|        | 𐩣     | mem              | m         | /m/  | مائل  | 𐤌                | መ                | מ                | م                |                  |
|        | 𐩤     | qoph             | q         | /q/  | دائري | 𐤒                | ቀ                | ק                | ق                |                  |
|        | 𐩥     | waw              | w         | /w/  | دائري | 𐤅                | ወ                | ו                | و                |                  |
|        | 𐩦     | shin             | s² (ś, š) | /ɬ/  | مائل  | 𐤔                | ሠ                | ש                | ش                |                  |
|        | 𐩧     | resh             | r         | /r/  | دائري | 𐤓                | ረ                | ר                | ر                |                  |
|        | 𐩨     | beth             | b         | /b/  | Π     | 𐤁                | በ                | ב                | ب                |                  |
|        | 𐩩     | taw              | t         | /t/  | مائل  | 𐤕                | ተ                | ת                | ت                |                  |
|        | 𐩪     | sat              | s¹ (š, s) | /s/  | Π     | 𐤎                | ሰ                |                  | س                |                  |
|        | 𐩫     | kaph             | k         | /k/  | Π     | 𐤊                | ከ                | כ                | ك                |                  |
|        | 𐩬     | nun              | n         | /n/  | عمودي | 𐤍                | ነ                | נ                | ن                |                  |
|        | 𐩭     | kheth            | ḫ         | /x/  | Y     |                  | ኀ                |                  | خ                |                  |
|        | 𐩮     | sadhe            | ṣ         | /sˤ/ | دائري |                  | ጸ                | צ                | ص                |                  |
|        | 𐩯     | samekh           | s³ (s, ś) | /s̪/  | مائل  | 𐤑                |                  | ס                | س                |                  |
|        | 𐩰     | fe               | f         | /f/  | مائل  |                  | ፈ                |                  | ف                |                  |
|        | 𐩱     | alef             | ʾ         | /ʔ/  | Π     | 𐤀                | አ                | א                | ا                |                  |
|        | 𐩲     | ayn              | ʿ         | /ʕ/  | دائري | 𐤏                | ዐ                | ע                | ع                |                  |
|        | 𐩳     | dhadhe           | ḍ         | /ɬˤ/ | مغلق  |                  | ፀ                |                  | ض                |                  |
|        | 𐩴     | gimel            | g         | /ɡ/  | عمودي | 𐤂                | ገ                | ג                | ج                |                  |
|        | 𐩵     | daleth           | d         | /d/  | مائل  | 𐤃                | ደ                | ד                | د                |                  |
|        | 𐩶     | ghayn            | ġ         | /ɣ/  | Π     |                  |                  |                  | غ                |                  |
|        | 𐩷     | teth             | ṭ         | /tˤ/ | مغلق  | 𐤈                | ጠ                | ט                | ط                |                  |
|        | 𐩸     | zayn             | z         | /z/  | مائل  | 𐤆                | ዘ                | ז                | ز                |                  |
|        | 𐩹     | dhaleth          | ḏ         | /ð/  | مغلق  |                  |                  |                  | ذ                |                  |
|        | 𐩺     | yodh             | y         | /j/  | دائري | 𐤉                | የ                | י                | ي                |                  |
|        | 𐩻     | thaw             | ṯ         | /θ/  | دائري |                  |                  |                  | ث                |                  |
|        | 𐩼     | theth            | ẓ         | /θˤ/ | دائري |                  |                  |                  | ظ                |                  |

## آثار وأبجديات أخرى كتبت بها لهجات عربية

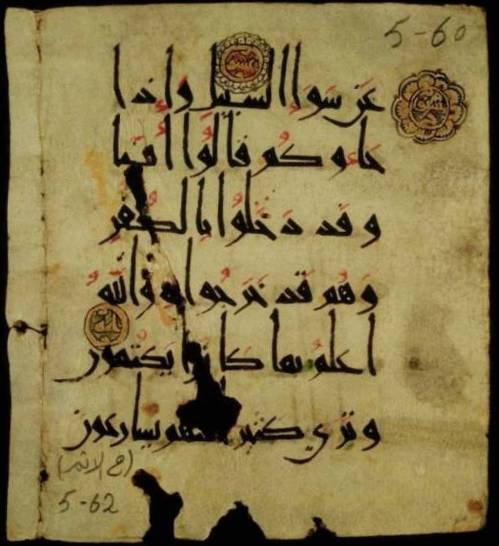
جزء من الآية 60 إلى 61 وجزء من الآية 61 من سورة المائدة بالخط الكوفي؛ إحدى مخطوطات صنعاء.

كُتبت لهجات عربية بأبجديات مختلفة قبل انتشار الأبجدية العربية المستخدمة حاليًا. من أهم هذه الأبجديات والنقوش هي النقوش الصفائية وتصل 30 ألف نقش مكتشف في بادية الشام؛ ونحو 3700 نقش بالحسمائية وسط الأردن وشمال غرب شبه الجزيرة العربية،  ونقوش نبطية ومن أهمها نقش أم الجمال الأول ونقش النمارة.
وقد عُثر على مخطوطات قرآنية والمكتوبة بالخط الحجازي وأخرى بالخط الكوفي ومن تلك المخطوطات: مخطوطات صنعاء وتبلغ نحو 4500 مخطوطة، وتعد بعضها من أقدم المخطوطات القرآنية، وهي مكتوبة بالخط الكوفي والحجازي؛ وقد اِكْتُشِفَتْ مع عدد من المخطوطات في الجامع الكبير بصنعاء القديمة عام 1972 على طرس وتعود للعصور الأولى للإسلام. ومخطوطة سمرقند وهي مكتوبة بالخط الكوفي، والتي اشتهرت بأنها واحدة من مصاحف التي أمر عثمان بن عفان بكتابتها وإرسال نُسخ منهُ إلى الأمصار الإسلامية. ومصحف طوب قابي ويعد أقدم مصحف للقرآن. هذه المخطوطة محفوظة في مكتبة متحف قصر طوب قابي، في اسطنبول. وهي نسخة منسوبة لسيدنا عثمان بن عفان الخليفة الثالث الذي قام بنسخ القرآن وجمعه بعد جمع الخليفة الأول أبي بكر الصديق.

## الترتيب
هناك ثلاثة أنواع من ترتيبِ الأحرف في الأبجدية العربية. بدأ استخدام «الترتيب الأبجدي» في حساب الجمل،  أما الترتيب الأبتثي فهو المُستخدَم الآن في ترتيب قوائم الأسماء والكلمات أثناء فرزها، كما هو الحال في أدلة الهواتف وقوائم الفصول الدراسية والقواميس والمعاجم؛ ويعتمد «الترتيب الأبتثي» للحروف بحسب تشابهها في الخط،  ونقطها ليفرَّق بين المتشابهات. وأما الترتيب الصوتي فيُعنى بدراسته على الغالب قُراء القرآن ومدرسة المعاجم الأولى وهي مدرسة كتاب العين.
ضبطت الحروف العربية بثمانية وعشرين حرفًا،  وخضعت هذه الحروف لترتيبات مختلفة تفاوتت في الوجاهة والمعايير المستعملة:
- الترتيب الأبجدي: صنفت هذه الحروف وفق معيار الأصول التاريخية، ففرِّعت بحسبه إلى حروف ساميَّة[د] وأخرى عربية. أما السّاميّة فعددها اثنان وعشرون (22) حرفًا وهي: أ، ب، ج، د، هـ، و، ز، ح، ط، ي، ك، ل، م، ن، س، ع، ف، ص، ق، ر، ش، ت.[68][69][70]

وأما العربية فهي ستة (6) أحرف أضافها العرب إلى الأصل السامي وانفردوا بها، وتسمى «الروادف» وهي: ث، خ، ذ، ض، ظ، غ. وسمي هذا الترتيب «الترتيب الأبجدي»، نسبة إلى الكلمة الأولى من الكلمات التي جمعت فيها هذه الحروف حسب ترتيبها التاريخي (ساميَّة فعربية) تيسيرًا لحفظها وجريانها على الألسنة، وهذه الكلمات هي: أبْجَدْ، هَوَّزْ، حطِّي، كَلَمُنْ، سَعْفَصْ، قَرَشَتْ، ثَخَذْ، ضَظَغْ. أما الحروف كاملة فترتيبها التالي: أ، ب، ج، د، هـ، و، ز، ح، ط، ي، ك، ل، م، ن، س، ع، ف، ص، ق، ر، ش، ت، ث، خ، ذ، ض، ظ، غ.
- الترتيب الأبتثي (الألفبائي): رتبت الحروف الهجائية العربية ترتيبًا شكليًا يعتمد «الأشباه والنظائر» (أي تشابه الحروف من حيث رسمها)، [65] ويرجع هذا الترتيب إلى اللغوي نصر بن عاصم الليثي الكناني (ت 90 هـ / 708 م)، وذلك بتكليف من الحجاج بن يوسف الثقفي (ت هـ 95 / 714 م)، وقد سمي هذا الترتيب اصطلاحًا بالترتيب الألفبائي، تمييزًا له عن الأبجدي المذكور أعلاه.[64][74][75]

نظام الحروف فيه: أ، ب، ت، ث، ج، ح، خ، د، ذ، ر، ز، س، ش، ص، ض، ط، ظ، ع، غ، ف، ق، ك، ل، م، ن، هـ، و، ي. يعتبر هذا الترتيب أكثر تواترًا في الاستعمال؛ فقد رتِّبت بمقتضاه المادة اللغوية في بعض المعجمات القديمة وفي كل المعاجم الحديثة. ويعتمد هذا الترتيب اعتمادًا تامًا في إنجاز الفهارس الملحقة بالمصنفات والأبحاث، فعلى أساسه ترتّب المصادر والمراجع (اعتمادًا على اسم المؤلف أو عنوان الكتاب)، والمؤلفون، والأعلام، والقوافي، والمواضع والبلدان، والأحاديث، والمصطلحات والأمثال وكل مادة يحتاج فيها إلى فهرسة. يستعمل هذا الترتيب مدخلًا للجذاذات في المكتبات سواء أكان المدخل اسم المؤلف أو عنوان المصنف أو موضوعه أو مجاله.
- الترتيب الصوتي: رتبت الحروف الصوتية العربية ترتيبًا صوتيًّا حيث اعتمد على مخارج الحروف وابتدأ من الحلق، ويرجع هذا الترتيب إلى عالم اللغة الخليل بن أحمد الفراهيدي (100 هـ 170 هـ - 718م 786م)، وهذا الترتيب هو أقل الترتيب شهرة.[66][70][74]

نظام الحروف فيه : ع، ح، هـ، خ، غ، ق، ك، ج، ش، ض، ص، س، ز، ط، ت، د، ظ، ذ، ث، ر، ل، ن، ف، ب، م، و، ي، أ.
ورتبه من تلا الخليل فقد بدأ بالأصوات الشفوية وانتهى بأصوات الحلق، بينما كان ترتيب الخليل مبتدئًا بالحلق ومنتهيًا بالشفاه. ونجد أن ابن جني قد رتب الأصوات العربية كالتالي:
و. م. ب. ف. ث. ذ. ظ. س. ز. ص. ق. د. ط. ن. ر. ل. ض. ي. ش. ج. ك. ق. خ. غ. ح. ع. هـ. ا. أ.
وهكذا عد ابن جني بدوره الألف صوتًا من أصوات العربية. وفي العصر الحديث، رتب بعض المهتمين حروف العربية صوتيًا كالتالي:
ب. م. و. ف ـ ث. ذ. ظ ـ ت. د. ط. ن. ض ـ ل. ر. س. ص. ز ـ ش. ج. ي. ك ـ خ. غ. ق. ح. ع. هـ. أ.
ورتبها فريق آخر كالتالي:
ب. م. وـ ف. ظ. ذ. ث ـ ض. د. ط. ت. ل. ن ـ ز. ص. س. ر ـ ش. ج ـ ي ـ ك. غ. خ ـ ق ـ ع. ح. أ. هـ.

## الكتابة

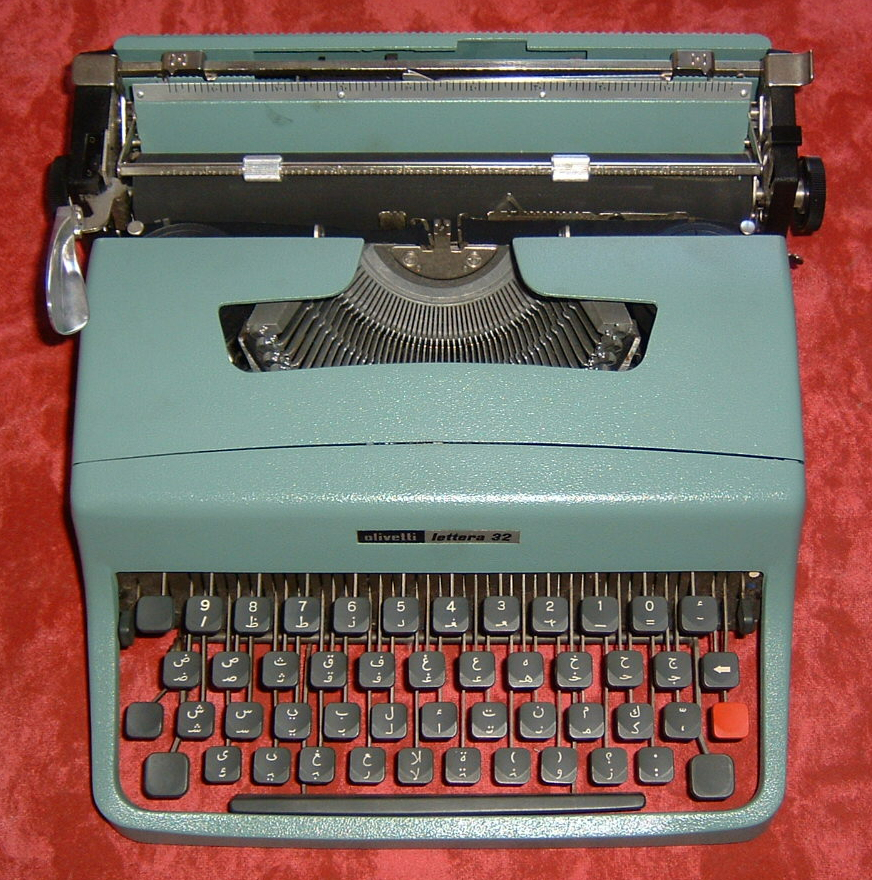
آلة كاتبة بالأحرف العربية.

تمتلك الأبجديةُ العربيةُ 28 حرفاً أساسيًا. وهناك نماذج معدلة من هذه الأحرفِ في اللغات غير العربية التي تَستخدم الأبجدية العربية، مثل الفارسية والعثمانية والأوردو والملايو. حتى أن بعض هذه اللغات لديها عددَ أحرفٍ أكبر من عدد أحرف اللغة العربية.
تتشابه بعض الأحرف في الأبجدية العربية ببعضها، ويمكن تمييز هذه المتشابهات عن طريق النقاط الموجودة فوق بعض الحروف المتشابهة أو تحتها؛ على سبيل المثال: يتشابه الحرفان «الباء» (ب) و«التاء» (ت) من حيث الشكل، ولكن وضع نقطة تحت «الباء» ونقطتان فوق «التاء» يميزهما عن بعضهما.
تكتب الأبجدية العربية بوصل معظم حروف الكلمة الواحدة بالحروف المجاورة لها في نفس الكلمة، باستثناء بعض الحروف التي لا توصل مع غيرها من الحروف. ويختلف شكل الحرف عند وصله في أول الكلمة بما يليه، أو في وسط الكلمة بما قبله وبعده، أو في آخر الكلمة بما قبله. ولذلك، فإن كل حرف من الحروف الأبجدية يمتلك عدة أشكال عند كتابته، ويُحَدَدُ هذا الشكلُ بناءً على موقع الحرف من الكلمة. فقد يأتي الحرف الواحد على شكلٍ من أربعة أشكال: (شكل في أول الكلمة (بدئي)، أو وسط الكلمة (وَسَطي)، أو في آخرها (ختمي)، أو منعزلًا عن أي اتصال (معزول). وهناك ستة أحرف لا تتصل بالأحرف التي تليها، ولذلك فإن أشكالهم البدئية (في أول الكلمة) تطابق أشكالهم المعزولة، وشكلهم في وسط الكلمة (وسطي) يطابق شكلهم في آخرها (ختمي). هذه الأحرف هي: (أ، د، ذ، ر، ز، و).
هناك بعض الحروف لا يتغير شكلها تقريبًا عند استخدامها في أيِ المواقع الأربعة، في حين تُظهر الأحرف الأخرى تنوعًا كبيرًا، وهذا له دور إيجابي في الخط العربي. تتشابه أغلب الأحرف بين الشكلين «البدئي» و«الوسطي» في أغلب الأحرف، ولكن تُوصل الحروف الوسطية بخطٍ أفقيٍ قصير بالحرف السابق لها. يتشابه الشكلان «الختمي» و«المعزول» أيضًا في أغلب الأحرف، ويُسبقُ الشكل «الختمي» بخطٍ أفقي قبله ليوصله بحرفه السابق أيضًا. تنتهي بعض الحروف على شكل لولبٍ أو خطٍ أطول في جهة اليسار، لإنهاء الكلمة بأناقةٍ زخرفيةٍ هادئة. بالإضافة إلى ذلك، تكتب بعض تركيبات الأحرف على شكل مُرَكبات (أشكالٍ خاصة)، ومن ذلك «اللام ألف» تكتب: «لا».
يمكن كتابة كل هذه الأحرف والأشكال من خلال رموز اليونيكود (الترميز الموحد) في الحواسيب، للتوافق مع المعايير السابقة؛ ويمكن أيضًا الاستدلال عليها من سياقها الوصلي، وذلك باستخدام الترميز نفسه. يبين الجدول التالي هذا الترميز الموحد، بالإضافة إلى الترميزات التوافقية للأشكال السياقية الطبيعية.
| الأشكال السياقية  | الأشكال السياقية             | الأشكال السياقية           | الأشكال السياقية             | الاسم | الترجمة الصوتية | القيمة الصوتية (الأبجدية الصوتية العالمية) |
| الحرف عند انعزاله | الحرف في نهاية الكلمة (ختمي) | الحرف في وسط الكلمة (وسطي) | الحرف في بداية الكلمة (بدئي) | الاسم | الترجمة الصوتية | القيمة الصوتية (الأبجدية الصوتية العالمية) |
| ----------------- | ---------------------------- | -------------------------- | ---------------------------- | ----- | --------------- | ------------------------------------------ |
| ا                 | ـا                           | ـا                         | ا                            | ألف   | ʾ / ā           | /aː/ / /ʔ/                                 |
| ب                 | ـب                           | ـبـ                        | بـ                           | باء   | b               | /b/                                        |
| ت                 | ـت                           | ـتـ                        | تـ                           | تاء   | t               | /t/                                        |
| ث                 | ـث                           | ـثـ                        | ثـ                           | ثاء   | ṯ               | /θ/                                        |
| ج                 | ـج                           | ـجـ                        | جـ                           | جيم   | ǧ               | [ɡ~dʒ~ʒ]                                   |
| ح                 | ـح                           | ـحـ                        | حـ                           | حاء   | ḥ               | /ħ/                                        |
| خ                 | ـخ                           | ـخـ                        | خـ                           | خاء   | ḫ               | /x/                                        |
| د                 | ـد                           | ـد                         | د                            | دال   | d               | /d/                                        |
| ذ                 | ـذ                           | ـذ                         | ذ                            | ذال   | ḏ               | /ð/                                        |
| ر                 | ـر                           | ـر                         | ر                            | راء   | r               | /r/                                        |
| ز                 | ـز                           | ـز                         | ز                            | زاي   | z               | /z/                                        |
| س                 | ـس                           | ـسـ                        | سـ                           | سين   | s               | /s/                                        |
| ش                 | ـش                           | ـشـ                        | شـ                           | شين   | š               | /ʃ/                                        |
| ص                 | ـص                           | ـصـ                        | صـ                           | صاد   | ṣ               | /sˁ/                                       |
| ض                 | ـض                           | ـضـ                        | ضـ                           | ضاد   | ḍ               | /dˁ/                                       |
| ط                 | ـط                           | ـطـ                        | طـ                           | طاء   | ṭ               | /tˁ/                                       |
| ظ                 | ـظ                           | ـظـ                        | ظـ                           | ظاء   | ẓ               | /ðˁ/                                       |
| ع                 | ـع                           | ـعـ                        | عـ                           | عين   | ʿ               | /ʕ/                                        |
| غ                 | ـغ                           | ـغـ                        | غـ                           | غين   | ġ               | /ɣ/                                        |
| ف                 | ـف                           | ـفـ                        | فـ                           | فاء   | f               | /f/                                        |
| ق                 | ـق                           | ـقـ                        | قـ                           | قاف   | q               | /q/                                        |
| ك                 | ـك                           | ـكـ                        | كـ                           | كاف   | k               | /k/                                        |
| ل                 | ـل                           | ـلـ                        | لـ                           | لام   | l               | في لفظ الله فقط /l/ / [lˁ]                 |
| م                 | ـم                           | ـمـ                        | مـ                           | ميم   | m               | /m/                                        |
| ن                 | ـن                           | ـنـ                        | نـ                           | نون   | n               | /n/                                        |
| ه                 | ـه                           | ـهـ                        | هـ                           | هاء   | h               | /h/                                        |
| و                 | ـو                           | ـو                         | و                            | واو   | w / ū           | /w/ / /u:/                                 |
| ي                 | ـي                           | ـيـ                        | يـ                           | ياء   | y / ī           | /j/ / /i:/                                 |

### الإعجام

مثال على تطور نظام الكتابة العربية منذ القرن التاسع إلى القرن الحادي عشر، (1) البسملة كتبت بخط كوفي غير منقط ولا مشكّل. (2) نظام أبي الأسود الدؤلي المبكر ويَعتمد على تمثيل الحركات بنقاط حمراء تكتب فوق الحرف (الفتحة) أو تحته (الكسرة) أو بين يديه (الضمّة)، وتُستعمل النقطتان للتنوين. (3) تطور النظام بتنقيط الحروف. (4) نظام الخليل بن أحمد الفراهيدي المستعمل إلى اليوم، وهو وضع رموز مختلفة للحركات فيما تبقى النقاط لتمييز الحروف.

#### التشديد

علامة الشدة تشير إلى تضاعف ساكن.

#### التشكيل

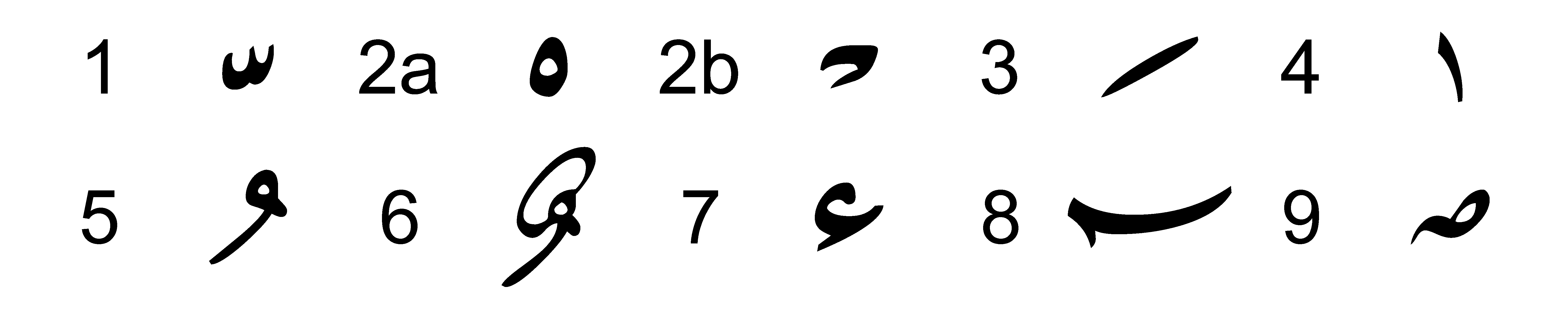
علامات تشكيل تستعمل في الأبجدية العربية.